# Sveti Franjo u ekstazi (Caravaggio)
Sveti Franjo u ekstazi je slika u tehnici ulja na platnu talijanskog slikara Michelangela Merisija da Caravaggia, koju neki smatraju prvim ostvarenjem baroka.
Sredinom posljednjeg desetljeća 16. stoljeća Caravaggio izlazi svoje mladenačke faze napuštajući naučene konvencije i, nakon sjajnih postignuća na području genre-slikarstva (Gatanje i Kartaši), odlučuje poslušati savjet rimskog trgovca umjetnina Valentina koji ga je dulje vrijeme nagovarao da se prihvati slikanja vjerskih kompozicija, s obzirom na to da ih je bilo mnogo lakše unovčiti negoli, primjerice, neobavezne genre-scene.
Caravaggio je, doduše, i prije slikao vjerske teme, no radilo se o pukom preslikavanju djela drugih majstora za kardinala Puccija, kod kojega je u to vrijeme bio na stanu i hrani, i koji je te slike slao u kapucinski samostan u svojoj rodnoj Recanati, ili o slikanju kompozicija u maniri tada popularnih slikara poput Cavaliere d`Arpina u čijoj radionici je Carravagio proboravio nekoliko mjeseci tijekom 1593. i 1594. godine.

## Tema slike
Caravaggio je, kao i mnogi prije njega, naslikao događaj koji se zbio dvije godine prije smrti svetog Franje u La Verni, koju je Franji i njegovoj braći redovnicima 1213. godine poklonio grof Orlando iz Chiusija. Franjo je onamo više puta navraćao. Godine 1224. je tu boravio s trojicom izabrane braće - Maseom, Anđelom i Leonom, a vodila ga je posebna nakana: "Vidim da mi se približava smrt, pa namjeravam biti sam, sabrati se u Bogu i pred Njim oplakivati svoje grijehe". 
Iz njegove zaokupljenosti Isusom, proizašla je žarka molitva koju je Franjo molio onih dana dok je obavljao svoj velikogospojinski post, uoči blagdana sv. Mihaela arhanđela: "Gospodine, udijeli mi dvije milosti prije nego umrem: …da za svoga života osjetim u duši na tijelu, koliko god je to moguce, onu bol sto si je Ti, slatki Isuse, podnio u vrijeme svoje pregorke Muke, i da osjetim u svom srcu ...onu neizmjernu ljubav kojom si Ti, Sine Božji, gorio da dragovoljno podneseš toliku muku za nas grješnike".
Postom, molitvom, suzama i udaranjem u prsa, nastojao je naći Isusa Krista, ljubimca svoje duše. 
Izvještaj iz životopisa svetog Franje od blaženog Tome Celanskog govori o tome događaju: "Dok se zadržavao u samotištu koje se po mjestu, gdje se nalazi, zove Alverna, dvije godine prije nego sto mu se duša preselila u nebo, u zanosu je vidio križ propeta Čovjeka koji je poput Serafa imao šest krila. Bio je uspravljen, ruke su mu bile raskriljene, a noge skupljene. Dva su mu krila bila uzdignuta povrh glave, dva su bila raširena za let, a ostala su dva pokrivala cijelo tijelo. Dok je blaženi sluga Svevišnjega to gledao, bio je ispunjen najvećim divljenjem, ali nije znao što mu je viđenje htjelo kazati. Silno se radovao i još više uživao u dobrostivu i milu pogledu kojim ga je Seraf promatrao; a njegova je ljepota bila neopisiva, ali ga je posve ispunio strahom pogled na Razapetoga i gorčina Njegove Muke. Izgledao je, da tako reknem, i žalostan i veseo; radost i tuga su se u njemu izmjenjivale. Mnogo je razmišljao o tome što bi ovo viđenje moglo značiti, i duh mu se mnogo naprezao da shvati njegov smisao. Kad od svega toga nije ništa razumom spoznao i kad mu se u srce duboko ucijepila novina ovoga viđenja, počeli su se na njegovim rukama i nogama pokazivati znakovi čavala, kao sto je to malo prije povrh sebe vidio na raspetom Čovjeku.
Činilo mu se kao da su mu noge i ruke u sredini probijene čavlima. Glave čavala su mu se pokazivale s unutrašnje strane ruke, na dlanovima, i na vanjskoj strani nogu. … Desni mu je bok bio kao kopljem proboden i na njemu rana, a ona je često krvarila, tako da su mu je odjeća bila mnogo puta zakrvavljena. …
Ne smijemo zaboraviti da se taj izvanjski scenarij prvenstveno želi iskazati nutarnji svečev događaj, rekao bih, onaj unutarnji zagrljaj kojim ga je zagrlio - iz svojega sadašnjeg Nebeskog, uskrsloga stanja - njegov Raspeti Gospodin Isus. I od toga zagrljaja ostadoše svetom Franji i na tijelu tragovi Isusovih Rana, od kojih je ona na desnom boku često krvarila.“ (1 Cel 95)

## Sadržaj
Stigmatizacija sv. Franje bila je čestom temom u likovnoj umjetnosti od Giotta nadalje.
Caravaggio je, međutim, kao što se to vidi već na prvi pogled, toj temi pristupio na posve nov i originalan način.
Prizor se zbiva noću, što izvorni opis ne spominje. Ta činjenica pojačava transcedentalni efekt prizora. Mistični je događaj prikazan nadahnuto i jednostavno, kao svečevo unutarnje iskustvo. Franjo je u stanju između jave i sna klonuo: rukama ga podržava mladić čija krila odaju da je riječ o anđelu, kojeg izvorna priča također uopće ne spominje. Na desnoj strani prsa vide se tragovi od Krista primljene rane na boku. Klonula lijeva ruka odaje svečevo potpuno prepuštanje, samozaborav i predaju mističnom zanosu koje se jasno čita s crta njegovoga lica.
Teatralno usmjereno svjetlo koje odsustvom svojeg racionalnoga izvora pojačava mistični dojam na Franju pada dijagonalno, s lijeva na desno. Jaki kontrasti između svjetla i sjene (tenebroso) znatno otežavaju čitanje svega onog što na slici nije suštinsko.
Ipak, vatra koja dogorjeva na ognjištu u drugome planu slike pruža dovoljno svjetla da se razazna lik u franjevačkom habitu, brat Leon čija kukuljica na glavi prvenstveno govori o hladnoći večeri kojoj na Franjinu liku u mističnome zanosu nema ni traga, te, općenitije, o grču u kome, za razliku od nebeske harmonije, prolazi gotovo čitav čovjekov život na Zemlji.
Slika obiluje i drugim sličnim kontrastima, primjerice onim između skromnih poljskih cvjetića ispred Franjine lijeve potkoljenice i lakta, i bogatstva iskustva u koje je svatac utonuo, potpuno mu se predavši.

## Stilske odlike
Kardinal Francesco del Monte, koji je bio prvi vlasnik slike, odmah je djelo doživio onakvim kakvo ono i jest: novim načinom slikanja. 
Slika je odličan primjer Caravaggiove vjernosti prirodi i životu, koju je sada prvi puta primijenio u sakralnom slikarstvu. Fantastičan lik serafina s tri para krila koji se sve do tada nalazio u središtu slikovnih prikaza ove teme, posve je izostavljen, ustupajući mjesto spontanome unutarnjem doživljaju sveca čije ga grube crta lica legitimiraju kao „malog čovjeka“, „jednoga od nas“.
Riječ je o prvom u nizu djela religioznog sadržaja koja Caravaggio slika iznimno inovativno, obrađujući ih kao žanrovske prizore koje umeće u najprirodniju moguću sredinu, napuštajući do tada uobičajene obrasce prikazivanja tih tema.
Važna Caravaggiova inovacija se odnosi i na uporabu svjetla - tenebroso koji stvara velike kontraste, koji spadaju među najpoznatije i najtipičnije odlike Caravaggiova izričaja.
Ti su Caravaggiovi prvi posve autorski religiozni sadržaji, ničemu ranijem na tragu, bili namijenjeni privatnim kolekcionarima, eruditima koje umjetnik nastoji iznenaditi udaljujući se od službenih ikonografskih šablona, trudeći se dati što dublju, dojmljiviju i istinitiju interpretaciju pojedine teme.
Što se same slike Sveti Franjo u ekstazi tiče, koja se več 1597. spominje kao djelo „vrlo slavnoga slikara“, Caravaggia, koje prikazuje sveca čije je ime nosio Caravaggiov prvi značajniji patron, kardinal Francesco del Monte, nije jasno da li je ona bila prvo djelo sakralne tematike nastalo kao Caravaggiov hommage njegovom novom, velikodušnom zaštitniku koji ga je pozvao u svoju Palazzo Madama kraj Piazza Navona, ili je del Monteov poziv uslijedio tek nakon što je kardinal vidio ovu izuzetnu sliku.

## Sveti Franjo u ekstaziicaravaggisti
Kao i brojna druga Caravaggiova djela, i Sveti Franjo u ekstazi nadahnuo je brojne Caravaggiove sljedbenike, caravaggiste. 
Među najbolje interpretacije izvornika svakako spadaju dvije slike Orazia Gentileschija, Caravaggiova vršnjaka i dobrog prijatelja.